# Cabeceiras de Basto (freguesia)
A Freguesia de Cabeceiras de Basto é uma freguesia portuguesa do Município de Cabeceiras de Basto com 24,52 km² de área e 616 habitantes (censo de 2021), tendo, por isso, uma densidade populacional de 25,1 hab./km².

## Demografia
A população registada nos censos foi:
| Ano  | 0-14 Anos | 15-24 Anos | 25-64 Anos | > 65 Anos |
| 2001 | 156       | 148        | 348        | 216       |
| 2011 | 92        | 93         | 356        | 170       |
| 2021 | 61        | 63         | 317        | 175       |